# 133773 Lindsaykeller
133773 Lindsaykeller è un asteroide della fascia principale. Scoperto nel 2003, presenta un'orbita caratterizzata da un semiasse maggiore pari a 3,1848759 UA e da un'eccentricità di 0,0983656, inclinata di 11,09134° rispetto all'eclittica.